# آر. ۲
R.2 (به انگلیسی: Fiat_R.2) یک هواگرد ملخ‌پیشین تک‌موتوره از نوع شناسایی ساخت شرکت Fiat است. هواگرد R.2 نخستین پروازش را در ۱۹۱۹ میلادی انجام داد. در مجموع، تعداد ۱۲۹ فروند از این هواگرد ساخته شده‌است.
طراح این هواگرد، Celestino Rosatelli بود.